# Максимович, Иван (художник)

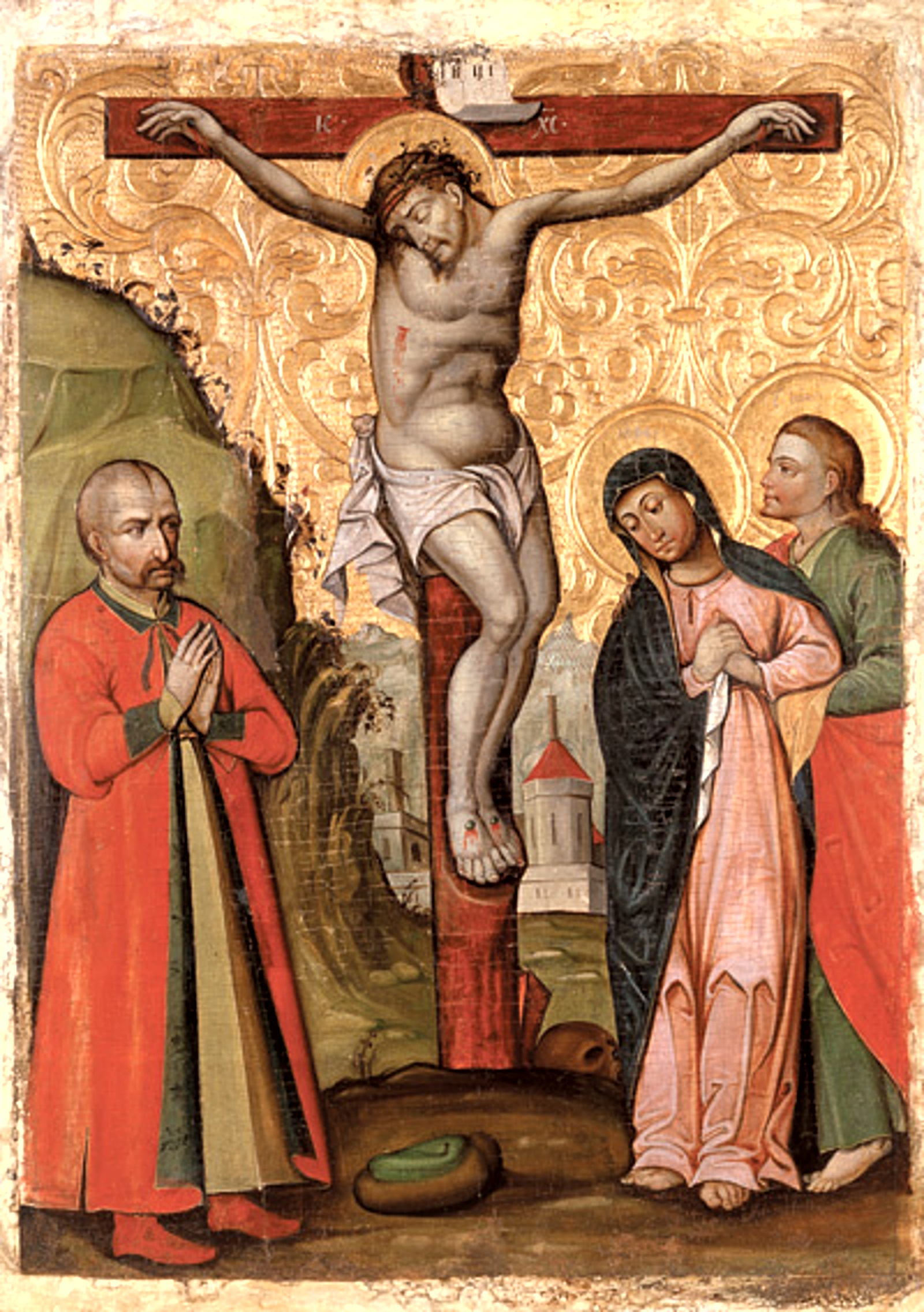
Пирятинская икона «Распятие» с изображением лубенского полковника Леонтия Свечки.

Иван Максимо́вич (1679, Пирятин — 1745) — монах, украинский церковный художник-монументалист, иконописец. Представитель украинского барокко.

## Биография
Родился в 1679 году в Пирятине.
В 1706 году владел иконописными мастерскими в Золотоношском и Переяславском монастырях. Впоследствии некоторое время возглавлял Киево-Печерскую лаврскую мастерскую в Киеве (после 1718).
Его стенные росписи в Золотоношском, Мгарском и Переяславском монастырях не сохранились (известны лишь из архивных источников).
Известные росписи в соборе Успения Пресвятой Богородицы Киево-Печерской Лавры были уничтожены в XIX веке.
В Национальном художественном музее Украины хранится его «Распятие с предстоящими» с изображением лубенского полковника Войска Запорожского Леонтия Свечки.
Умер в 1745 году.